# ماكريخوري
ماكريكوريون (Μακρυχώριον) هي مدينة في لاريسا في مقاطعة فوريا إلادا في اليونان.